# Plainfield (Vermont)
Plainfield – miasto w Stanach Zjednoczonych, w stanie Vermont, w hrabstwie Washington.